# Apogonia metallica
Apogonia metallica är en skalbaggsart som beskrevs av Blanchard 1851. Apogonia metallica ingår i släktet Apogonia och familjen Melolonthidae. Inga underarter finns listade i Catalogue of Life.